# European Social Work Research Association
Die European Social Work Research Association (ESWRA) ist die europäische wissenschaftliche Fachgesellschaft für Soziale Arbeit. Sie ist ein in den Niederlanden eingetragener Verein mit Sitz in Amsterdam.  Vorsitzende ist seit 2019 die Sozialwissenschaftlerin Judith Metz von der Amsterdam University of Applied Sciences.
ESWRA wurde 2014 gegründet, um in der Sozialarbeitswissenschaft Forschung und Anwendung zu fördern und europaweit zu vernetzen. Die Gesellschaft hat über 600 Mitglieder in mehr als 30 Staaten. Sie veranstaltet regelmäßig Fachkonferenzen und vergibt dort für herausragende wissenschaftliche Veröffentlichungen seit 2016 den „Annual Award for Outstanding Publication in European Social Work Research“, der inzwischen meist in zwei Kategorien (Dissertationen und allgemeine Publikationen) verliehen wird.